# Universidad del Magdalena

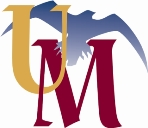
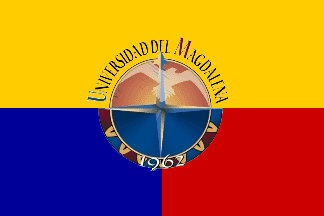

La Universidad del Magdalena es una institución de educación superior colombiana de carácter público a nivel departamental, sujeta a inspección y vigilancia del Ministerio de Educación Nacional. Su sede principal se localiza en la ciudad de Santa Marta, capital del departamento de Magdalena. Sus campus universitarios son de los más grandes de la Región Caribe, con un área aproximada de 50 ha.
Recibió la acreditación institucional de alta calidad del Ministerio de Educación Nacional el 26 de agosto de 2016 por un periodo de cuatro 4 años siendo la segunda universidad pública de la región  en recibir dicha acreditación.

## Historia
Aunque no existe un consenso con respecto a la fecha en la que se fundó la universidad, se sabe que se estableció el 27 de octubre del año 1958, con el nombre de "Universidad Tecnológica del Magdalena", cuyo primer programa de pregrado fue el de Ingeniería Agronómica que comenzó a partir del año 1962. Con el restablecimiento de la democracia en Colombia a finales de la década de los años 50, surgió en diferentes regiones un inusitado interés por su desarrollo socioeconómico. Es por ello que, en nuestro Departamento -el Magdalena Grande- vuelve a surgir la idea de crear un centro de estudios superiores que sirviera de apoyo a dicho proceso; además, porque se vivía un momento crucial que generaba inmensas expectativas sobre el futuro desenvolvimiento de las actividades económicas, políticas, sociales y cultural de la región y, por ende, del país.
En el ámbito regional también se materializaban hechos que creaban una situación especial para el desenvolvimiento de nuestro inmediato futuro tales como la modernización del puerto de Santa Marta, la culminación del ferrocarril del Atlántico, la construcción de la carretera que nos comunica rápidamente con Barranquilla y por ende con el resto de la Costa, el proyecto de la troncal del Caribe, el rápido proceso de urbanización que experimentaba Santa Marta y el impulso al desarrollo agrícola que se le estaba dando a la región con nuevos cultivos, tales como: algodón, palma africana, arroz, etc. Así mismo, el cultivo del banano estaba siendo objeto de mejoramiento para incrementar su rentabilidad.
La Universidad del Magdalena es una institución estatal del orden territorial, creada mediante ordenanza n.º 005 del 27 de octubre de 1958, organizada como ente autónomo con régimen especial, vinculada al Ministerio de Educación Nacional en lo atinente a política y planeación dentro del sector educativo.

## Programa Talento Magdalena
Es un programa dirigido a promover el acceso efectivo a la educación superior de los jóvenes Magdalenenses destacados por su mérito académico, a través de estrategias definidas que promueven la inclusión, permanencia y graduación de los jóvenes que ingresan al programa.
Las personas que sean seleccionadas para ingresar en el Programa Talento Magdalena. tendrán un descuento del 100% sobre el valor de la matrícula, además contarán con estímulos para la permanencia, como son entrega de bicicleta como medio alternativo de transporte, inclusión en los programas de almuerzos y refrigerios, apoyo económico semestral de 0,5 SMMLV para la compra de textos y materiales de estudio. Aparte de acompañamiento en la parte vocacional y métodos de estudio por parte de la Dirección de Desarrollo Estudiantil.
Los requisitos para ingresar al Programa Talento Magdalena son:
- Ser estudiante o egresado bachiller de una institución oficial de educación perteneciente a un municipio del departamento del Magdalena no certificado en educación.
- Obtener el primer o segundo mejor desempeño individual en el examen Saber 11 entre quienes presentaron la prueba en la respectiva institución oficial de educación.
- Acreditar la aprobación y promoción de por lo menos cuatro de los seis cursos de educación de los grados sexto a undécimo en instituciones oficiales del departamento del Magdalena.

## Galería

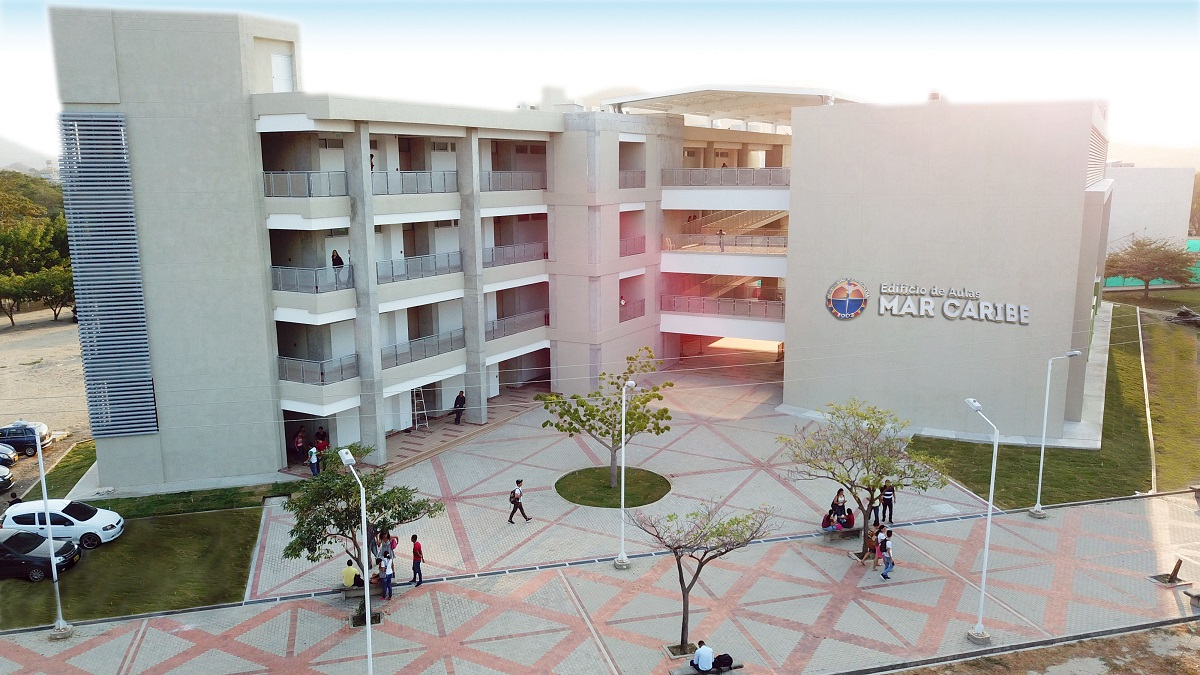
Edificio de Aulas Mar Caribe
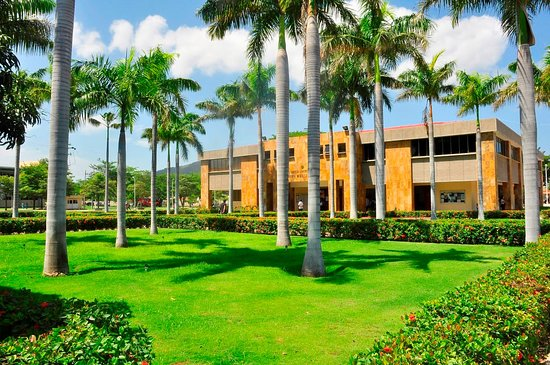
Edificio Administrativo Roque Morelli Zarate
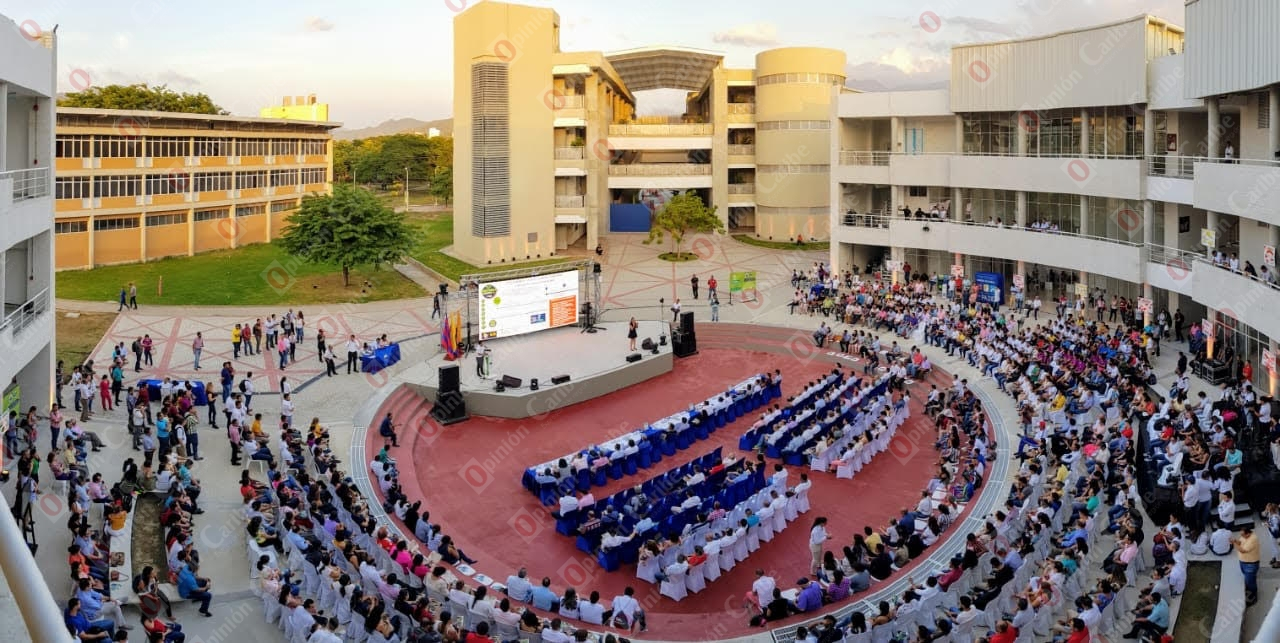
Centro de Bienestar Universitario
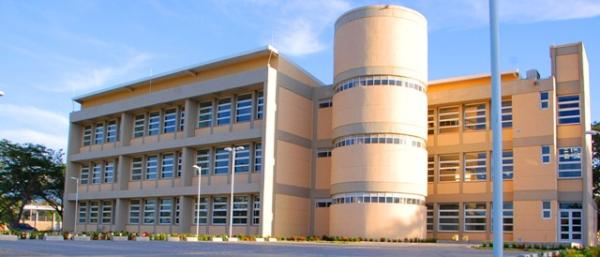
Edificio Docente
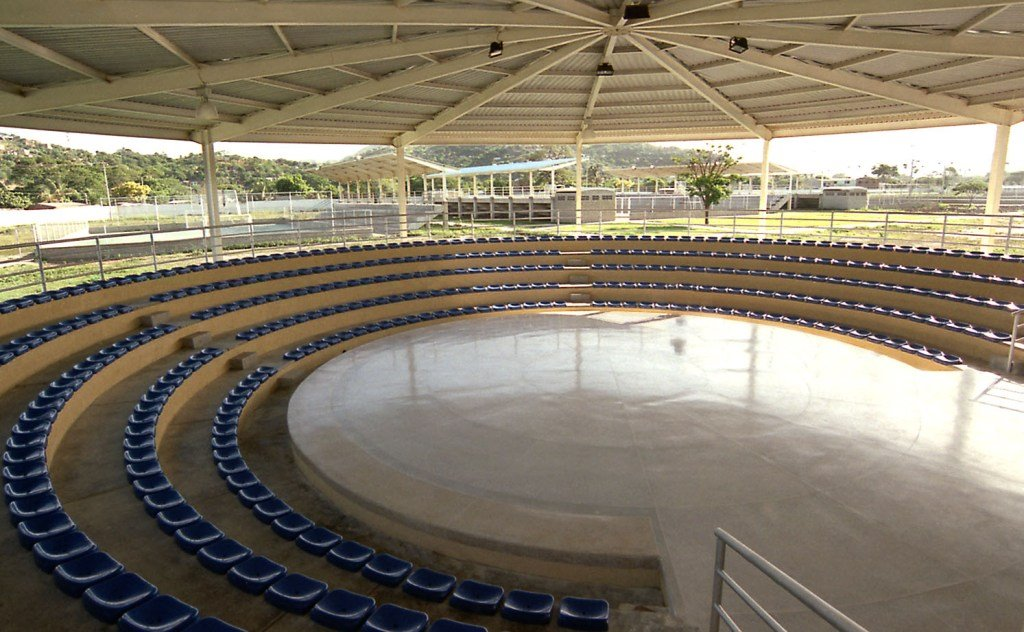
Hemiciclo Cultural 'El Helado de Leche'
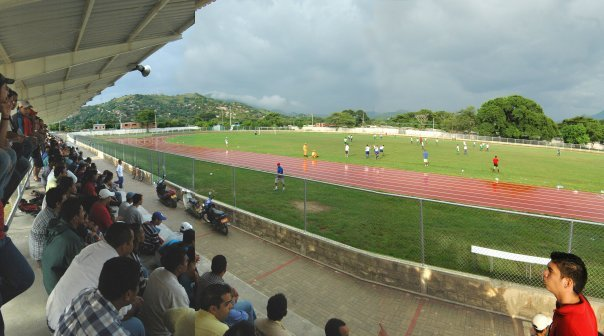
Cancha de fútbol
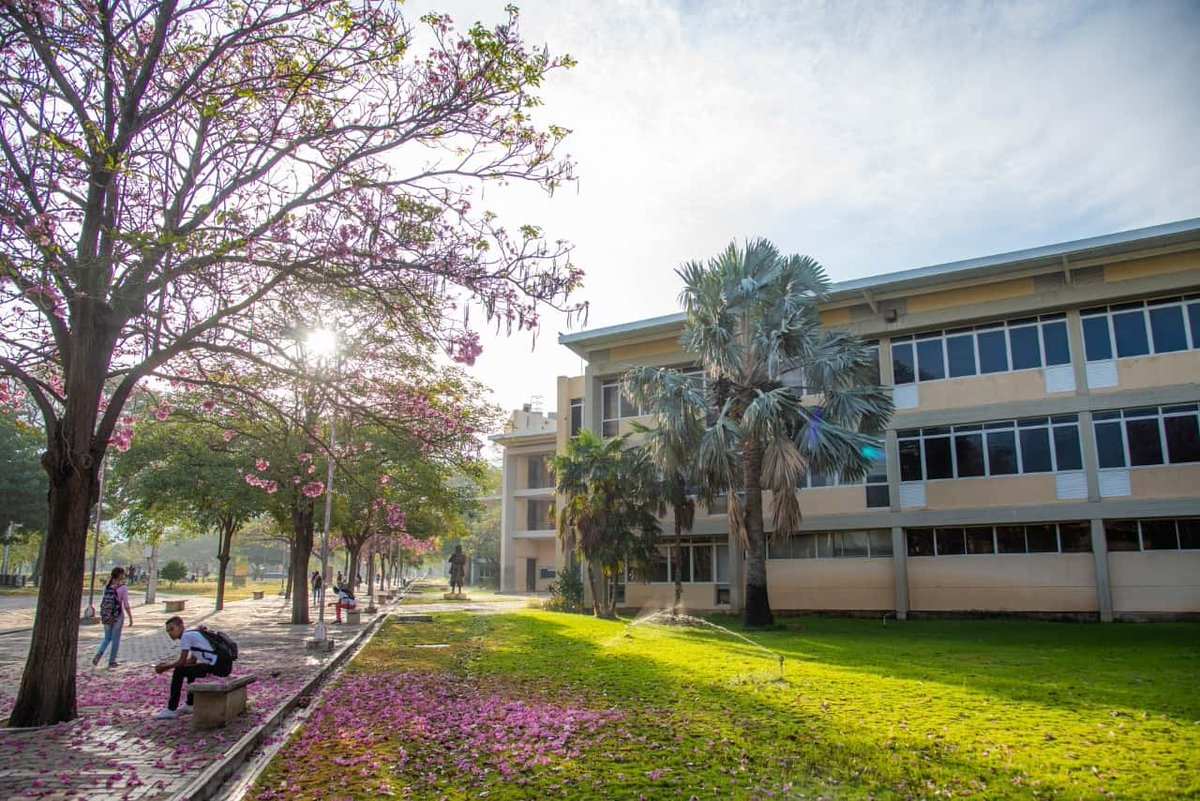
Sendero de árboles